# Chileense presidentsverkiezingen 1946
De Chileense presidentsverkiezingen van 1946 vonden op 4 september van dat jaar plaats. De verkiezingen werden gewonnen door de kandidaat van het Alianza Democrática de Chile (Volksfront) van radicalen, socialisten en communisten, Gabriel González Videla (PR).

## Voorgeschiedenis
De participatie van de Partido Radical binnen de Alianza Democrática de Chile leidde tot onvrede binnen de partij. De rechtervleugel onder leiding van Julio Durán en Arturo Olavarría stapte uit de partij en richtten de Partido Radical Democrático op. Door het wegvallen van de rechtervleugel van de radicale partij kon Gabriel González Videla die gold als exponent van de linkervleugel van de PR gemakkelijk worden gekozen tot presidentskandidaat voor de Alianza Democrática.
De behoudende vleugel van de Partido Socialista die fel gekant was tegen het voortzetten van de samenwerking met de communisten, kwam met de vakbondsbestuurder Bernardo Ibáñez als presidentskandidaat.
De rechtse partijen kwamen ditmaal niet met een gezamenlijke presidentskandidaat: de Partido Liberal koos de econoom Fernando Alessandri, een aanhanger van het economisch liberalisme tot presidentskandidaat; de Partido Conservador wees echter Eduardo Cruz-Coke, een lid van de linkervleugel van de conservatieven en een aanhanger van de christendemocratie tot kandidaat voor het presidentschap. Door de verdeeldheid op rechts werd Gabriel González Videla van het volksfront uiteindelijk tot president van de republiek gekozen.

## Uitslag
| Kandidaat                         | Kandidaat                         | Kandidaat                         | Partij                            | Partij                            | Coalitie                          | Stemmen | Percentage           |
| --------------------------------- | --------------------------------- | --------------------------------- | --------------------------------- | --------------------------------- | --------------------------------- | ------- | -------------------- |
|                                   |                                   | Gabriel González Videla           |                                   | Alianza Democrática /PR           | PR-PS-PCCh-PST-PDo)               | 192.207 | 40,23%               |
|                                   |                                   | Eduardo Cruz-Coke Lassabe         |                                   | PCon                              | PCon-FN                           | 142.441 | 29,81%               |
|                                   |                                   | Fernando Alessandri Rodríguez     |                                   | PL                                | PL-PRDe-PAL-PSA-PLP               | 131.023 | 27,42%               |
|                                   |                                   | Bernardo Ibáñez Aguila            |                                   | PS                                | Partido Socialista                | 12.114  | 2,54%                |
| Totaal geldige stemmen            | Totaal geldige stemmen            | Totaal geldige stemmen            | Totaal geldige stemmen            | Totaal geldige stemmen            | Totaal geldige stemmen            | 477.785 | 99,68%               |
| Ongeldige stemmen/ blanco stemmen | Ongeldige stemmen/ blanco stemmen | Ongeldige stemmen/ blanco stemmen | Ongeldige stemmen/ blanco stemmen | Ongeldige stemmen/ blanco stemmen | Ongeldige stemmen/ blanco stemmen | 1525    | 0,32%                |
| Totaal                            | Totaal                            | Totaal                            | Totaal                            | Totaal                            | Totaal                            | 479.310 | 100%                 |
| Aantal stemgerechtigden           | Aantal stemgerechtigden           | Aantal stemgerechtigden           | Aantal stemgerechtigden           | Aantal stemgerechtigden           | Aantal stemgerechtigden           | 631.257 | Onthoudingen: 25,07% |
| Bron:                             |                                   |                                   |                                   |                                   |                                   |         |                      |

- Omdat geen van de kandidaten meer dan de helft van de stemmen had gekregen, koos het Congres de nieuwe president.

### UitslagNationaal Congres van Chili
| Kandidaat              | Kandidaat              | Kandidaat                 | Partij                 | Partij                  | Coalitie                 | Stemmen | Percentage |
| ---------------------- | ---------------------- | ------------------------- | ---------------------- | ----------------------- | ------------------------ | ------- | ---------- |
|                        |                        | Gabriel González Videla   |                        | Alianza Democrática /PR | ADCh-PRDe-FN-PAL-PSA-PL) | 138     | 75%        |
|                        |                        | Eduardo Cruz-Coke Lassabe |                        | PCon                    | PCon                     | 46      | 25%        |
| Totaal geldige stemmen | Totaal geldige stemmen | Totaal geldige stemmen    | Totaal geldige stemmen | Totaal geldige stemmen  | Totaal geldige stemmen   | 184     | 99,46%     |
| Blanco stemmen         | Blanco stemmen         | Blanco stemmen            | Blanco stemmen         | Blanco stemmen          | Blanco stemmen           | 1       | 0,54%      |
| Totaal                 | Totaal                 | Totaal                    | Totaal                 | Totaal                  | Totaal                   | 185     | 100%       |
| Bron:                  |                        |                           |                        |                         |                          |         |            |

## Bron
- (es)  Elección Presidencial 1946